# Kars (tỉnh)
Kars là một tỉnh (tiếng Thổ Nhĩ Kỳ: il) của Thổ Nhĩ Kỳ. Tỉnh này nằm ở đông bắc quốc gia này. Kars có một phần đường biên giới với các tỉnh Shirak, Aragatsotn và Armavir của Cộng hòa Armenia.
Từ năm 1878 đến năm 1917, tất cả khu vực thuộc tỉnh Kars ngày nay thuộc Kars oblast của Nga. Từ năm 1918 đến năm 1920, tỉnh này thuộc quản lý của Cộng hòa Dân chủ Armenia với tên tỉnh Vanand (tỉnh lỵ là thành phố Karsl). Tỉnh Kars hiện nay, cùng với tỉnh Ardahan kế cận, đã được Liên Xô chuyển cho Thổ Nhĩ Kỳ theo hiệp ước Kars.
Các tỉnh Ardahan và Iğdır cho đến thập niên 1990 của thế kỷ 20 vẫn thuộc tỉnh Kars (cũ).

## Các huyện
Tỉnh này được chia thành các huyện sau (tỉnh lỵ được bôi đậm)::
- Akyaka
- Arpaçay
- Digor
- Kağızman
- Kars
- Sarıkamış
- Selim
- Susuz

Có 383 làng ở Kars.